# Caraparí
Caraparí es un municipio, distrito y localidad del sur de Bolivia, ubicado dentro de la provincia del Gran Chaco en el departamento de Tarija. El pueblo de Caraparí está ubicado a 224 km en carretera de la capital departamental, la ciudad de Tarija. El municipio limita al norte con Villamontes y Entre Ríos, al este con Yacuiba y la República Argentina, al oeste con el municipio de Entre Ríos, y al sur con Padcaya.
La principal actividad económica del municipio es la producción agrícola, con cultivos de maíz, maní, soya, papa, cítricos, sandía, entre otros productos. El sistema de producción agrícola en su mayor parte es manual, y solamente una minoría de productores utiliza una tecnología mecanizada, principalmente en los cultivos de soya y maíz. La explotación petrolera genera en forma indirecta ingresos económicos para la zona, así como fuentes de trabajo, por lo que a veces se la denomina como la "capital gasífera" de Bolivia.
Está dividido en 7 distritos municipales: de los cuales cuenta con distintas comunidades.

## Toponimia
El nombre "Caraparí" proviene del nombre guaraní de un cactus (Neoraimondia herzogiana), llamado con el mismo nombre, que posee una exuberante presencia en el lugar. A veces se menciona como "Carapiri" en la documentación colonial.

## Historia

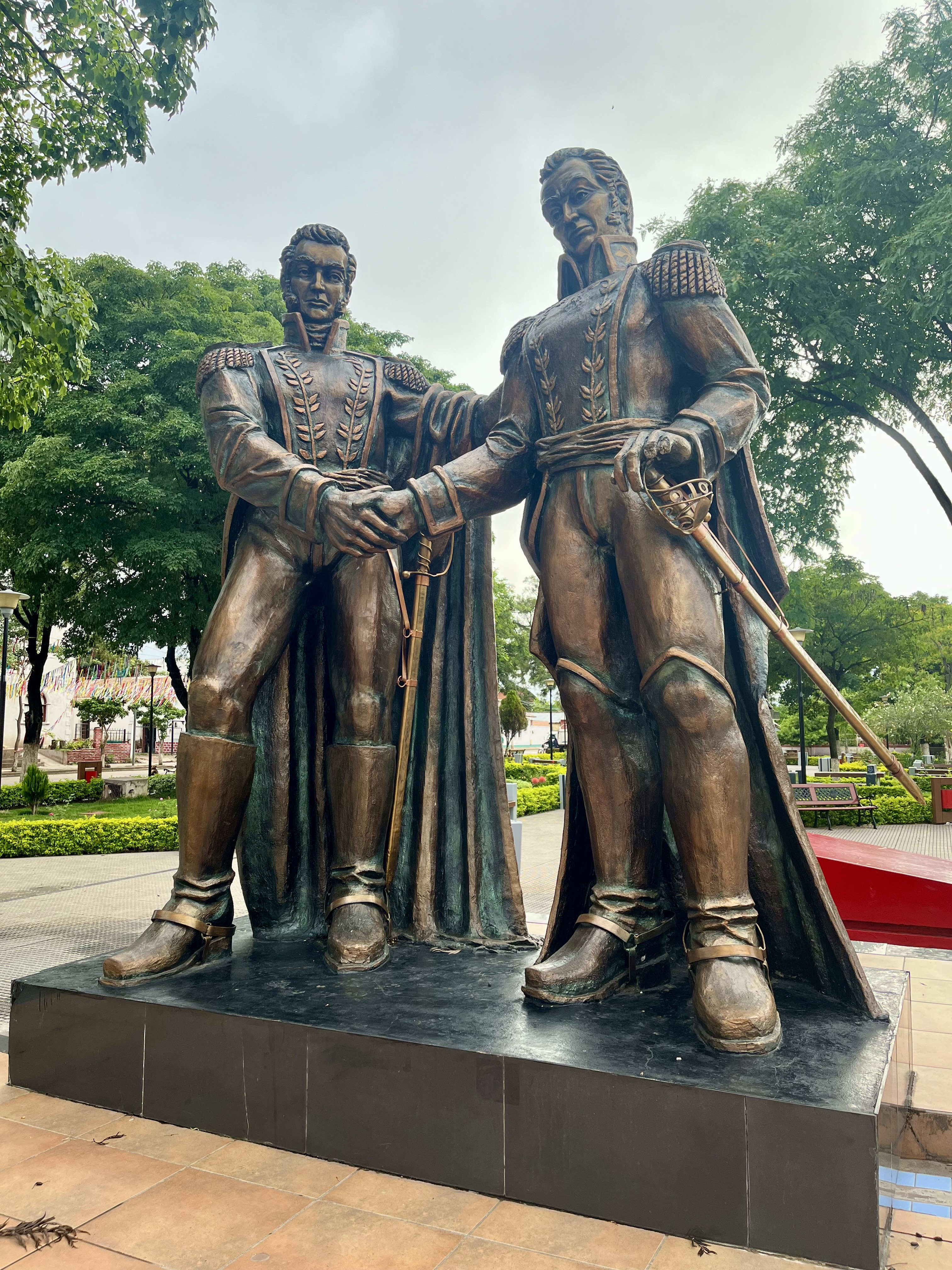
Estatua de Simón Bolívar y Antonio José de Sucre en la plaza principal de Caraparí.

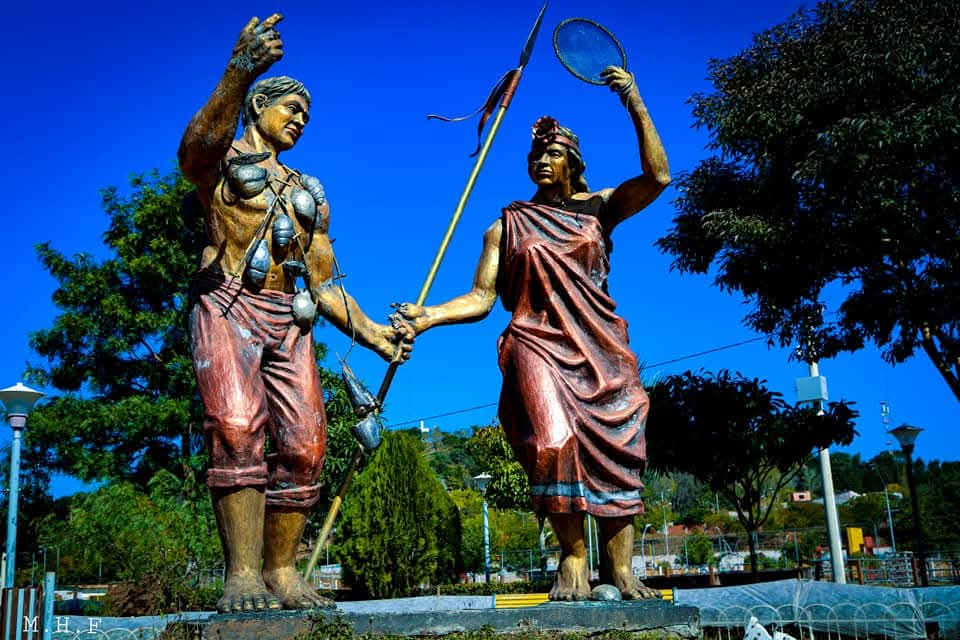
Plazuela de Caraparí que celebra la cultura guaraní.

Las misiones para colonizar el Chaco boliviano partieron primeramente de la Villa de San Bernardo de la Frontera de Tarija hacia el valle de Salinas, luego llegaron a lo que hoy es Entre Ríos, avanzaron hasta Chiquiacá, más adelante y por presencia de aventureros se quedaron un tiempo en lo que hoy es la comunidad de Suaruro. De ahí atravesaron la cordillera que hoy se denomina Tapecúa por la senda hacia Alto los Zarzos, luego bajaron por la vertiente del río Itaú hasta la altura de Los Ranchos donde fallecieron casi todos los conquistados a manos de los indómitos Tembetas que habitaban esa zona.
Fundaron Itaú en el 1642 y prosiguieron la marcha por Ñancaguasu a las faldas del Cerro Santa Rosa, continuaron hacia el sur y se asentaron durante cinco años aproximadamente en el lugar denominado El Raso. Desde allí cumplieron numerosas exploraciones o avanzadas hacia el valle de Caraparí, siendo enfrentados y en algunos casos aniquilados por los indígenas chiriguanos establecidos a orillas de la quebrada Santa Rosa y de Caraparí.
Dado que no queda documento alguno que detalle la fecha de la fundación de Caraparí, mediante un análisis de testimonios, se llegó a la conclusión de que el 20 de agosto de 1658 es la posible fecha de fundación, y su nombre inicial fue el de Villa San José de Caraparí. Ésta fue fundada por el misionero de la orden jesuita Pedro Lozano, en cumplimiento de una disposición librada por el capitán español Luis de Fuentes y Vargas. Recién a finales de 1993 el Gobierno Municipal de Caraparí emitió la ordenanza para iniciar los festejos del aniversario de fundación cada 20 de agosto.
El 13 de octubre de 1797, el gobernador de Salta, Ramón García de León y Pizarro, considerando que Caraparí estaba fuera de la jurisdicción de Tarija, concedió al sargento mayor español Inocencio Acosta la adjudicación de Caraparí a la ciudad de Orán, fundada en 1794. Poco más de un año después, el 18 de octubre de 1798 los comisionados del cabildo de Orán tomaron posesión en el valle de Carapari y en el de Itaú, de acuerdo a lo ordenado por dicho cabildo el 1 de septiembre de 1798. Esos años en el paraje de Caraparí fue construido un fuerte para proteger a los colonos de los ataques de los indígenas chiriguanos.
Ya en la época republicana, luego de la Independencia de Bolivia, la provincia del Gran Chaco fue creada por Decreto Supremo N° 331 del 12 de agosto de 1876, durante el gobierno del general Hilarión Daza, en la cual estaba incluida la villa de Caraparí. El 15 de noviembre de 1912, durante el gobierno de Eliodoro Villazón, se creó mediante ley la Segunda Sección Municipal (equivalente a municipio) de la provincia Gran Chaco con su capital la Villa de Caraparí.

## Geografía
El territorio municipal oscila una altura desde los 2.125 m s. n. m. en la cumbre más alta del cerro Alto Caucota hacia el oeste, los 1.866 m s. n. m. en la serranía del Aguaragüe hacia el este, hasta menos de 500 m s. n. m. en las partes más bajas ubicadas en las riberas del río Pilcomayo, hacia el norte.
Entre los ríos más importantes del municipio se encuentran los ríos Itaú, Grande de Tarija, San Nicolás y Caraparí. Una de las lagunas más importantes es la Laguna de San Nicolás, ubicada dentro del Área protegida municipal San Nicolás, al sur del municipio.

## Demografía
De acuerdo con el censo boliviano de 2024, la población del municipio de Caraparí es de 15 954 habitantes.
La población del municipio se duplicó entre 1992 y 2024:
| Año  | Habitantes (municipio) | Fuente |
| ---- | ---------------------- | ------ |
| 1992 | 7.816                  | Censo  |
| 2001 | 9.035                  | Censo  |
| 2012 | 15.366                 | Censo  |
| 2024 | 15.954                 | Censo  |

## Transporte
Caraparí se encuentra a una distancia de 241 km por carretera al este de Tarija, la capital del departamento.
La ruta troncal Ruta 29 conduce a través de Caraparí, que conduce al norte hasta Palos Blancos y se encuentra ahí con la Ruta 11. Este conduce 173 kilómetros al oeste y se encuentra con la Ruta 1 ocho kilómetros antes de llegar a Tarija. La Ruta 1 luego cruza todo el Altiplano desde allí hacia el norte y finalmente llega a Desaguadero en la frontera con Perú, a través de las ciudades de Potosí, Oruro y El Alto.
Al este de Caraparí, la Ruta 29 conduce a la localidad de Campo Pajoso, a 23 kilómetros de distancia, donde se encuentra con la ruta troncal de las tierras bajas, la Ruta 9. Esta ruta conduce desde Yacuiba en la frontera con Argentina en el sur a través de la ciudad de Santa Cruz de la Sierra hasta el norte en la ciudad de Guayaramerín, en la frontera con Brasil.
En dirección sur, la Ruta 33 conduce desde Caraparí a lo largo de 169 kilómetros hasta Bermejo en la frontera argentina y está conectada desde allí a través de la Ruta Nacional 50 a las ciudades del norte argentino de Aguas Blancas y Pichanal.

## Ciudades hermanas
- Tartagal, Argentina[11]